# Saint-Just-de-Claix
Saint-Just-de-Claix ist eine französische Gemeinde mit 1.381 Einwohnern (Stand: 1. Januar 2022) im Département Isère in der Region Auvergne-Rhône-Alpes. Sie gehört zum Arrondissement Grenoble und zum Kanton Le Sud Grésivaudan.

## Geographie
Saint-Just-de-Claix liegt etwa 37 Kilometer westsüdwestlich von Grenoble an der Isère, die die westliche Gemeindegrenze bildet und in die hier der Bourne (zugleich der südliche Grenzfluss) mündet. Das Gemeindegebiet gehört zum Regionalen Naturpark Vercors. Umgeben wird Saint-Just-de-Claix von den Nachbargemeinden La Sône im Norden, Saint-Romans im Nordosten, Saint-André-en-Royans im Osten, Auberives-en-Royans im Südosten, Saint-Thomas-en-Royans und La Motte-Fanjas im Süden, Saint-Nazaire-en-Royans im Südwesten sowie Saint-Hilaire-du-Rosier im Westen.

## Bevölkerung
| Jahr                       | 1962 | 1968 | 1975 | 1982 | 1990 | 1999 | 2006 | 2018 |
| -------------------------- | ---- | ---- | ---- | ---- | ---- | ---- | ---- | ---- |
| Einwohner                  | 590  | 580  | 556  | 822  | 944  | 1025 | 1163 | 1262 |
| Quellen: Cassini und INSEE |      |      |      |      |      |      |      |      |

## Wirtschaft
Wichtigster Wirtschaftszweig ist die Milchwirtschaft. Die Fromagerie de l’Étoile du Vercors erzeugt mit 150 Mitarbeitern  Rohmilchkäse.

## Sehenswürdigkeiten

Kirche Saint-Just

- Kirche Saint-Just